# セスジムシクイ属
セスジムシクイ属（セスジムシクイぞく、学名 Amytornis）は、鳥類スズメ目オーストラリアムシクイ科の1属である。

## 系統と分類
Sibley分類ではオーストラリアムシクイ科セスジムシクイ亜科 Amytornithinae の唯一の属で、オーストラリアムシクイ亜科（科の残り全て）と姉妹群だとされた。
和名にムシクイとあるが、ムシクイはウグイス上科の数属の総称であり、特に近縁ではない。

## 種
10種が属する。
- Amytornis barbatus, Grey Grasswren, マミジロセスジムシクイ
- Amytornis housei, Black Grasswren, クロセスジムシクイ
- Amytornis woodwardi, White‐throated Grasswren, ノドジロクロセスジムシクイ
- Amytornis dorotheae, Carpentarian Grasswren, ムナジロセスジムシクイ
- Amytornis merrotsyi, Short‐tailed Grasswren
- Amytornis striatus, Striated Grasswren, ノドジロセスジムシクイ
- Amytornis goyderi, Eyrean Grasswren, シロハラセスジムシクイ
- Amytornis textilis, Thick‐billed Grasswren, ハシブトセスジムシクイ
- Amytornis purnelli, Dusky Grasswren, ハシボソセスジムシクイ
- Amytornis ballarae, Kalkadoon Grasswren